# Succulent

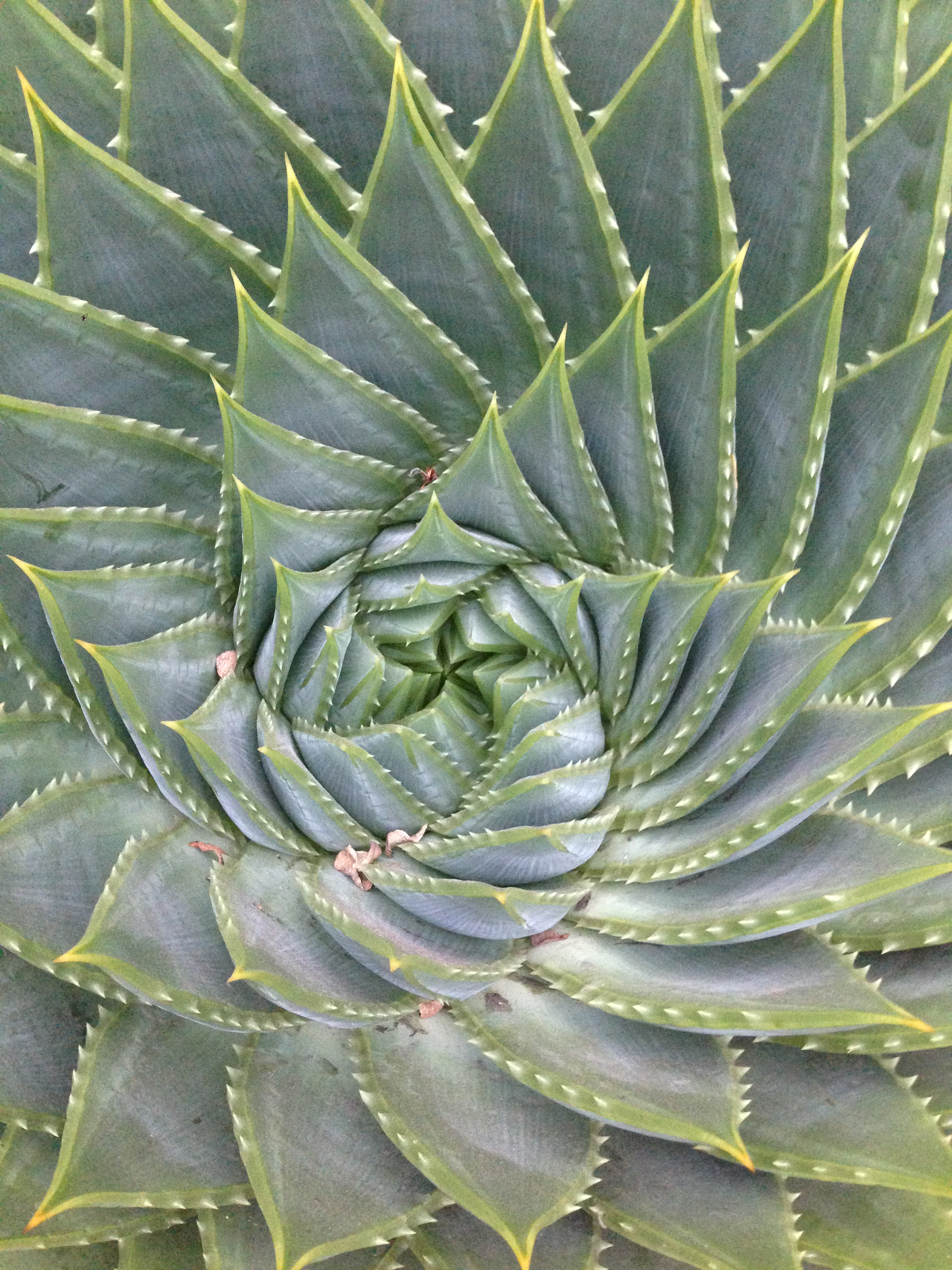
Aloe polyphylla

Een succulent of vetplant is een plant die water opslaat in een deel van zijn lichaam. Dit kan zowel in de wortel, stengel of het blad gebeuren en dan spreekt men respectievelijk van knol-, stam of bladsucculenten. De meeste succulenten zijn te herkennen aan hun dikke, vlezige weefsels. De naam succulent komt van het Latijnse woord sucus, dat sap betekent.
Er bestaan tientallen plantenfamilies die succulente soorten hebben. Het meest bekend zijn waarschijnlijk de cactussen, die allemaal tot de familie Cactaceae behoren. Er zijn enkele cactus-soorten met dunne bladeren en een nauwelijks verdikte stam (Pereskia) en alle overgangen tot cactussen zonder bladeren met sterk verdikte stengels. 
Een ander voorbeeld van een succulente plantenfamilie is de  ijskruidfamilie (Aizoaceae) die misschien méér soorten bevatten dan alle andere succulenten tezamen, de cactussen uitgezonderd.
Succulenten hebben speciale structuren ontwikkeld om water in hun lichaam op te slaan, meestal als aanpassing tegen droogte. De meeste soorten worden daarom xerofyten genoemd: planten die kunnen gedijen in zeer droge streken. Evolutie en geografische verspreiding hebben ervoor gezorgd dat elke succulent zich aan zijn eigen omgeving heeft aangepast. Dit resulteert in een grote verzameling unieke vormen.

## Diversiteit
Succulenten komen niet alleen in de woestijn en andere droge gebieden voor. In België en Nederland vindt men muurpeper langs snelwegen of in de duinen, dat is slechts een van de lokale succulenten die zich aangepast hebben aan droge zandgrond en aan hogere zoutgehalten van de bodem. Ook andere gespecialiseerde zoutplanten (halofyten) zijn (enigszins) succulent, bijvoorbeeld zeekraalsoorten, zeepostelein en stekend loogkruid. In de Alpen zijn op rotswanden verschillende Sempervivum-soorten te vinden. Het is echter in Amerika en Afrika dat de meeste en de opvallendste succulenten voorkomen: van de gigantische saguaro's in Mexico tot de weinig opvallende en op steentjes lijkende Lithops-soorten in Zuid-Afrika.

## Hobby

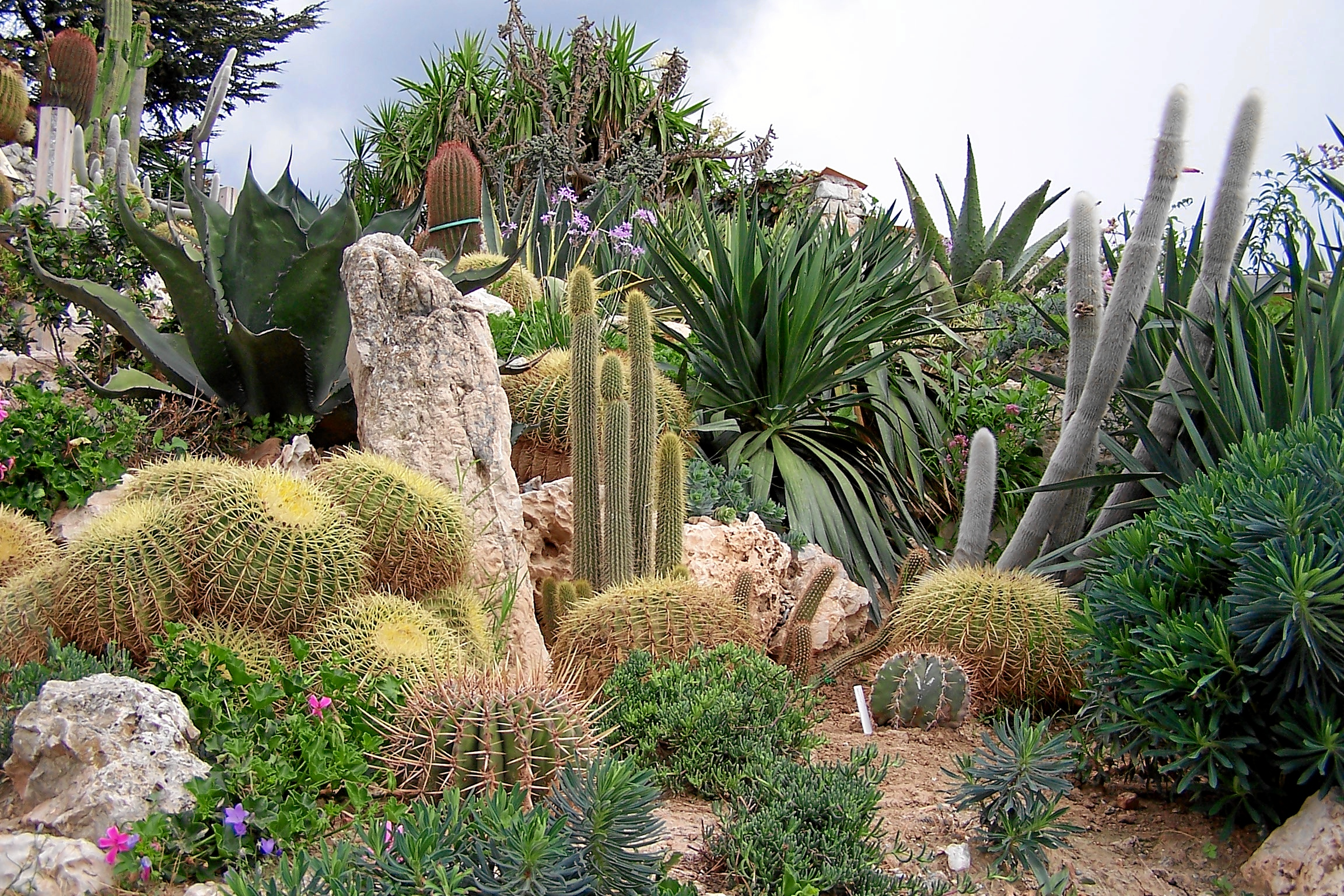
Verzameling van succulente planten, waaronder cactussen, in de Jardin botanique d'Èze (Frankrijk)

Sommige plantenliefhebbers houden zich met cactussen en andere vetplanten bezig. Er wordt gezaaid, jonge plantjes worden uitgewisseld en er worden planten van kwekerijen gekocht. Verenigingen van liefhebbers zien erop toe dat er geen wilde of geïmporteerde planten verkocht worden, en stimuleren mensen om de natuur te respecteren en planten te laten staan waar ze groeien. Het is echter ook wel anders geweest: planten werden meegenomen uit de natuur en verkocht in kwekerijen en op beurzen.
Sempervivum-soorten uit de Alpen kunnen worden aangeplant in een winterharde rotstuin. In Spanje groeien succulenten in plantsoenen en tuinen, maar ook verwilderde schijfcactussen (Opuntia) en aloë-soorten komen daar voor.
Een probleem voor de natuurlijke habitats van sommige planten is de mondiale bevolkingstoename: grote gebieden waar vroeger populaties van succulenten groeiden, hebben plaatsgemaakt voor stedenbouw en landbouw.

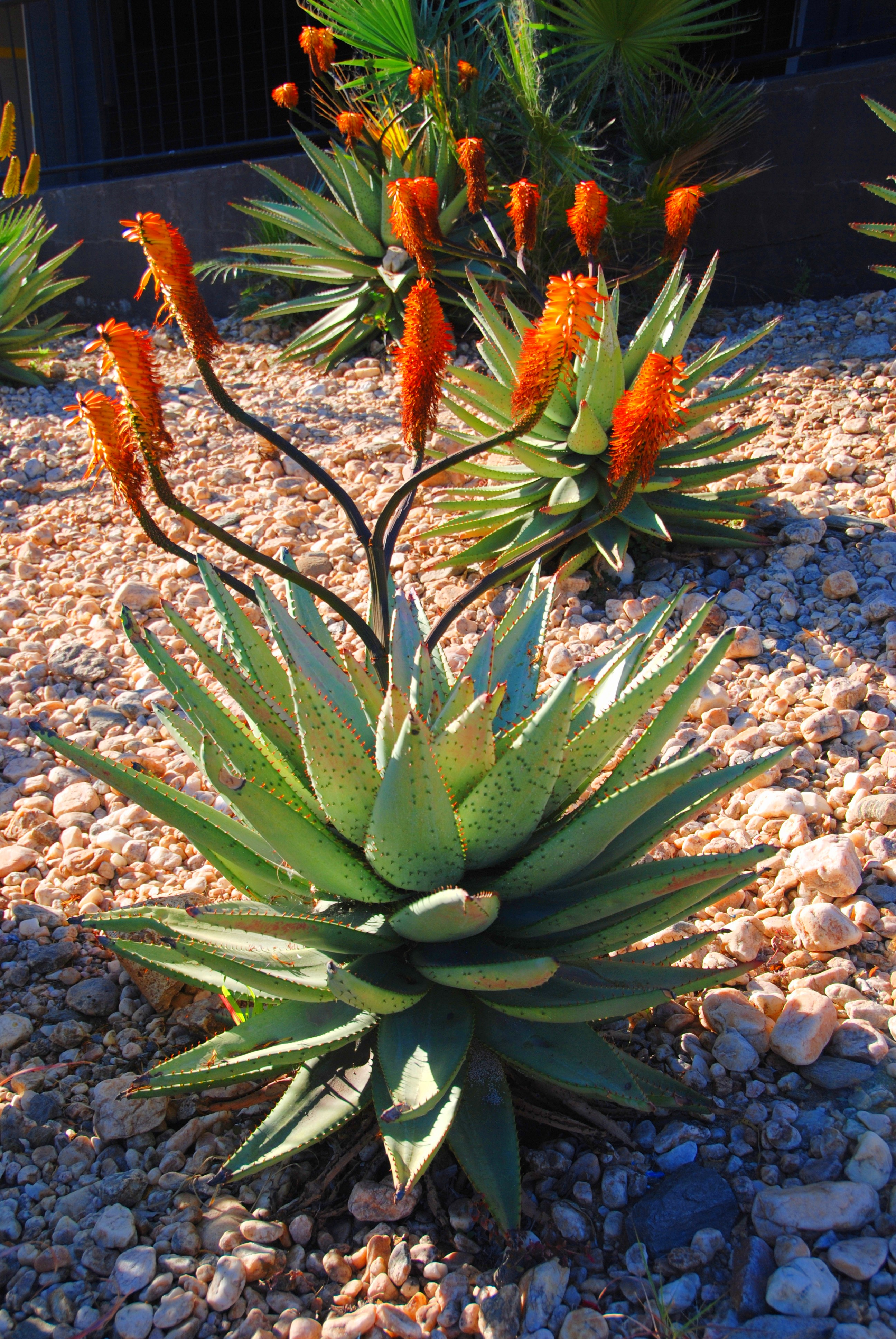
Aloe ferox, een bladsucculent
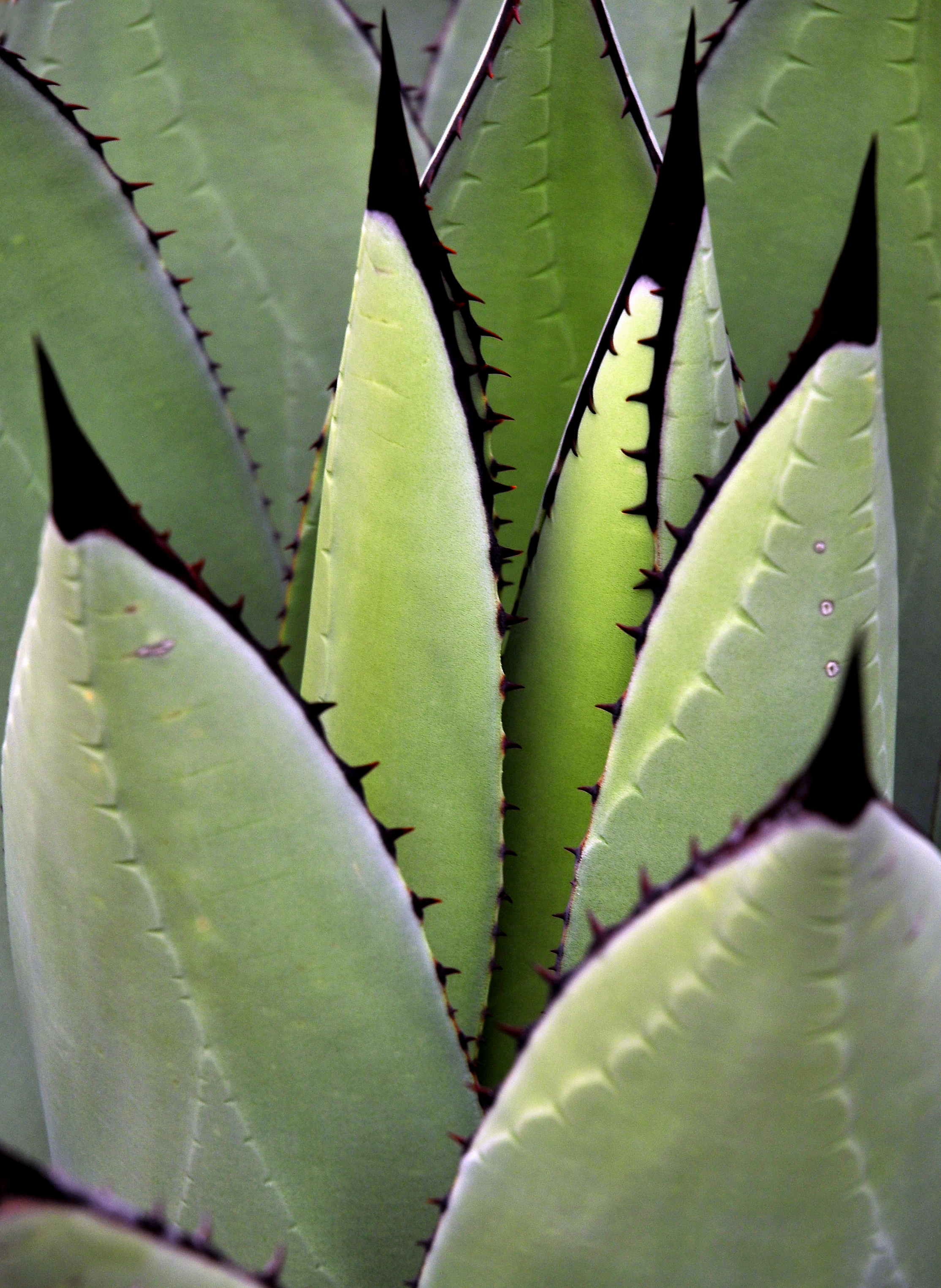
agavesoort, een stam- en bladsucculent
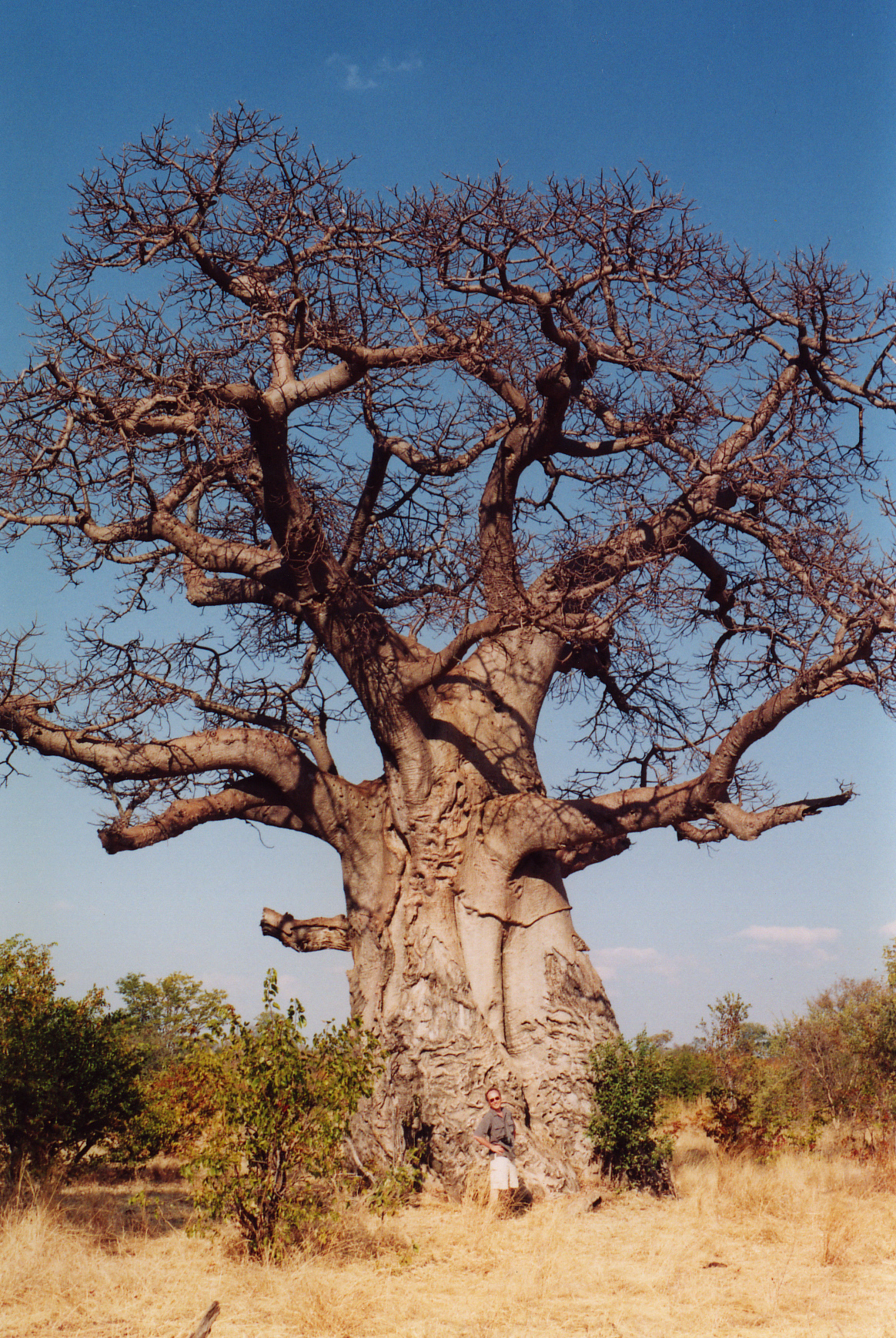
Adansonia digitata, een stamsucculent

## Voorbeelden van succulenten
- Hoodia
- Lithops ('levende steentjes')
- Muurpeper (Sedum acre)
- Sedum villosum
- Lidcactus (Schlumbergera)
- Opuntia ('schijfcactussen')
- Sempervivum

## CAM-fotosynthese
Veel vetplanten zijn zogenaamde CAM-planten (CAM = Crassulacean acid metabolism), die, om overmatige verdamping te voorkomen, hun huidmondjes overdag gesloten houden. 's Nachts openen de huidmondjes zich, waardoor de plant koolstofdioxide kan opnemen en opslaan in het celvloeistofblaasje als appelzuur, dat overdag weer koolstofdioxide afgeeft voor fotosynthese. Hierdoor is de plant 's nachts zuur en verandert hij in een neutrale of zelfs alkalische richting wanneer de dag komt. De hoeveelheid koolstofdioxide die een plant kan opslaan in het celvloeistofblaasje is echter relatief klein. Om deze reden blijft de hoeveelheid fotosynthese van CAM-planten vrij laag.